# Edward Frankland
Edward Frankland (Lancaster, Anglaterra, 18 de gener de 1825 - Golaa, Noruega, 9 d'agost de 1889), químic anglès, possiblement el de més rellevància dins la química britànica de la segona meitat del segle xix. Considerat el fundador de la química organometàl·lica i un dels pioners en l'establiment de la idea de valència.

## Biografia
Frankland va néixer a Churchtown, al Lancashire, el 18 de gener de 1825, fill il·legítim d'Edward Gorst, advocat i jutge, que no el reconegué mai i de Margaret Frankland. Un cop acabats els estudis primaris a l'Escola de Lancaster, entrà a treballar, als quinze anys, com aprenent en una farmàcia de la vila, i sota la influència de dos metges amics començà a fer experiments i a interessar-se per la química. El 1845 es desplaça a Londres i entra al laboratori que Lyon Playfair – antic deixeble de Justus von Liebig– dirigia al Museum of Economic Geology. Coincideix amb Hermann Kolbe que l'introdueix en els mètodes analítics del gasos, desenvolupats per Robert Bunsen. L'estiu de 1847 se'n va a Marburg a treballar amb Bunsen sobre l'obtenció de radicals i al juny de 1830 presenta la tesi doctoral, sent així el primer anglès a doctorar-se en aquesta prestigiosa universitat alemanya.
El 1850 retorna a Anglaterra i substitueix Playfair al Putney College, però s'hi estigué poc temps, perquè l'any següent és nomenat professor de l'Owens College de Manchester que tot just s'acabava de fundar. En aquest període publica els articles on descriu la preparació de nous compostos orgànics que contenen metalls, que són la base de la química organometàl·lica. El 1857 torna a Londres i ocupa diverses places com a professor al St. Bertholomew's Hospital i Addiscombe Military College; de 1863 a 1869 substituí Michael Faraday a la Royal Institution i, finalment, el 1865 ocupà la càtedra d'A. W. Hofmann al Royal College of Science –actual Imperial College– fins a la seva jubilació el 1885. A partir de 1865 s'interessà per diferents aspectes relacionats amb la tecnologia química com ara el gas ciutat i la purificació i el tractament d'aigües; fou nomenat cap de la Royal Commission on River Polution, on realitzà una feina important per tal de millorar els mètodes de potabilització. Frankland tingué, també, un paper destacat en diferents societats científiques i professionals del moment; així, fou president de la Chemical Society, de 1871 a 1873, i l'any 1877 fundà i presidí l'Institute of Chemistry, que és la primera organització professional de científics del món; el 1853 va ser elegit membre (Fellow) de la Royal Society, de la que en fou secretari i membre del consell directiu. Fou membre actiu d'un grup informal, anomenat X Club, que havia estat fundat per Thomas H. Huxley, format quasi exclusivament per membres de la Royal Society, grup de pressió important a favor de la promoció de la ciència i de la secularització de la societat victoriana.
Frankland rebé en vida molts reconeixements, com el doctorat honoris causa per les universitats d'Oxford i Edimburg; la Royal Society li concedí la Royal Medal el 1857 i la Copley Medal el 1895. El 1897 la reina Victòria li atorgà el títol de Sir de la Most Honourable Order of Bath. Frankland es casà dues vegades i tingué set fills, un dels quals, Percy Faraday Frankland (1858-1946), fou professor de química a la Royal School of Mines de Londres, i a més de continuar els estudis bacteriològics de l'aigua, destacà pels seu treballs sobre compostos orgànics quirals. Frankland era molt aficionat a l'excursionisme, la pesca i la navegació, morí el 9 d'agost de 1889, al poble noruec de Golaa, on havia anat de vacances a practicar aquests esports.
La figura de Frankland ha estat poc coneguda per moltes generacions de químics, i, sorprenentment, la Royal Society no publicà mai cap necrològica, i la Chemical Society no comunicà el traspàs del seu antic president fins sis anys després de la seva mort. No fou fins a finals del segle XX que la Royal Society no establí la Conferència (1981) i la Beca (1983) Frankland de Química Organometàl·lica. Fets que permeten afirmar que Frankland és un dels grans i alhora un gran desconegut.

## Activitat docent
Frankland fou un professor de química destacat i pioner en molts aspectes; com a responsable del sistema d'exàmens britànic de l'àrea de ciències, ajudà a difondre el concepte de valència, del que com s'explica més avall, fou un dels primers creadors. L'any 1866 publicà el llibre Lectures Notes for Chemical Students, que tingué una gran repercussió, ja que, entre altres aspectes, difonia el mètode degut a Alexander Crum Brown per representar les fórmules estructurals dels compostos orgànics basat en cercles i línies. Fou, també, dels primers a plantejar la necessitat d'ensenyaments pràctics als cursos de química i el 1875 publicà el text How to Teach Chemistry, que recull aquestes propostes i tingué molta repercussió.

## Activitat científica
Com a bon científic del segle xix, els interessos de Frankland eren amplis i dispersos i incloïen, a més de la química, aspectes de la física, la biologia, la botànica i l'astronomia. Dins del camp de la química es pot parlar d'un apartat bàsic, fonamental o acadèmic i un altre d'intencionalitat molt més aplicada. En relació al primer tipus s'ha de destacar tot el treball fet sobre la preparació dels radicals orgànics – en el moment en què tot just s'estava estructurant la química orgànica– que implicà l'establiment de la química organometàl·lica i la proposició de la idea de valència.
Fins a mitjan segle xix els compostos orgànics no s'havien estudiat des d'un punt de vista químic, per la creença que aquestes substàncies es formaven per l'acció d'una força vital, present només en els éssers vius, la coneguda teoria del vitalisme. Aquesta situació se superà a partir dels treballs de F. Wölher, que el 1828 obtingué urea en escalfar cianat d'amoni, i, molt especialment, el 1845 quan A. W. Kolbe, sintetitzà l'àcid acètic a partir de compostos inorgànics i s'establiren les bases de la síntesi total. Entre les primeres teories per explicar la naturalesa dels compostos químics hi destacava la teoria dels radicals. Se suposava que els compostos estaven constituïts per un nombre limitat d'àtoms o radicals, entenen per radical un grup de dos o més àtoms que es mantenien combinats en passar d'un compost a un altre. En el camp de la química inorgànica els radicals eren, simplement, àtoms dels elements, en canvi els radicals orgànics eren més complexos i contenien almenys hidrogen i carboni, però eren tan indivisibles com els mateixos àtoms. En termes actuals podríem dir que un radical és un grup d'àtoms present en una molècula que li dona uns propietats determinades i que persisteix inalterable després de qualsevol reacció. Segons la teoria dualística de Jöns Jacob Berzelius, les substàncies químiques estaven formades d'una part positiva i una de negativa encara que no necessàriament en la mateixa proporció. Si aquesta era la situació en el clorur de sodi, també ho havia de ser en el clorur d'etil, per exemple, i en conseqüència, si es pot preparar sodi de la sal, s'hauria de poder obtenir el radical etil a partir del clorur corresponent. Amb l'objectiu de preparar radicals orgànics, Frankland començà a estudiar, a partir de 1850, les reaccions entre clorurs orgànics i diferents metalls com potassi, zinc, estany, entre d'altres. En fer reaccionar iodur d'etil i zinc, pensà que havia obtingut el radical etil, però de fet els gasos formats era una mescla dels hidrocarburs età i butà; no obstant en analitzar els sòlids formats hi trobà compostos que contenien zinc i radicals orgànics –que avui dia formulem com Zn(C₂H₅)₂ – que anomenà compostos organometàl·lics, posant, així, les bases d'una nova branca de la química: Química Organometàl·lica. Al seu llibre Experimental Researches in Pure, Applied, and Physical Chemistry, dona la definició, encara acceptada avui dia, de compost organometàl·lic com aquell que conté un metall enllaçat directament a un carboni d'un grup orgànic, diferenciant-lo d'aquells compostos en què el metall està unit a un grup orgànic mitjançant un altre element, generalment oxigen o nitrogen. A efectes històrics, el primer compost organometàl·lic obtingut és l'anomenada sal de Zeise, preparada el 1825, si bé la seva constitució, K[PtCl₃(C₂H₄)], no s'establí fins a mitjans del segle passat.

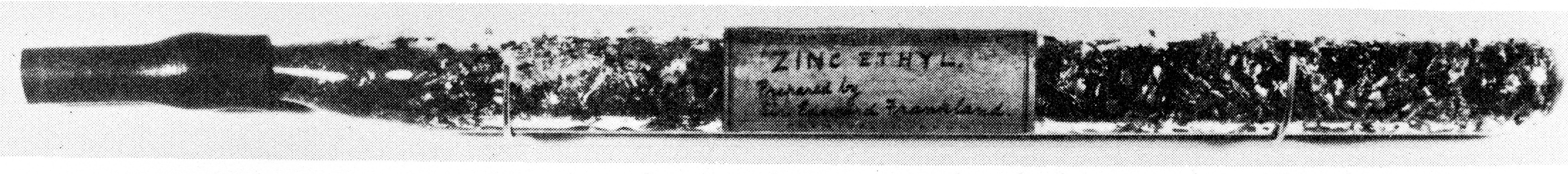
Tub de vidre amb dietilzinc preparat per Frankland

El 1852, en un article presentat a la Royal Society sobre derivats orgànometàli·lics d'estany, Frankland feu notar que els elements tenen un poder de combinació o atomicitat definit amb els altres elements o grups, establint, així, la idea de valència. El terme valència s'introduí uns anys més tard i fou desenvolupat per altres químics, principalment Kekule, qui, però, contràriament a Frankland sostenia que cada element tenia només una única valència. Una altra aportació important a la química fonamental és el terme d'enllaç químic proposat per Frankland el 1866, i que es popularitzarà uns anys després. Dins de l'àmbit més aplicat Frankland feu aportacions significatives en l'análisi d'aigües, així, introduí el concepte de contaminació prèvia d'aigües residuals, que mesurava com la quantitat de nitrogen dissolt, i determinava per uns mètodes establerts per ell mateix.
El seu interès per la biologia es reflecteix en uns articles que descriuen uns experiments fets per comprovar l'origen de l'energia muscular; en aquest sentit després de descartar que provenia del nitrogen de les proteïnes, comprovà que l'oxidació d'hidrats de carboni i greixos era suficient per explicar el treball dels organismes; de fet, les seves determinacions calorífiques de l'energia dels aliments foren els primers estudis dietètics quantitatius sobre el seu valor calorífic. Estudià, també, empíricament, en diverses ascensions als Alps, l'efecte de la pressió sobre la lluminositat en cremar una espelma, treballs que impulsaren millores en el sistema d'enllumenament públic. El 1868, en col·laboració amb el seu amic l'astrònom Norman Lockyer, participà en la detecció d'una nova línia a l'espectre solar que atribuïren a un element per al que proposaren el nom d'heli.

Aparell dissenyat per Frankland per obtenir dietilzinc

## Obres principals
- Frankland, Sir Edward. J. Van Voorst. Lecture notes for chemical students ... (en anglès), 1881.
- Frankland, Sir Edward. J. & A. Churchill. How to teach chemistry: hints to science teachers and students being the substance of Six Lectures delivered at the Royal College of Chemistry in June 1872 (en anglès), 1875.
- Edward Frankland. Experimental Researches in Pure, Applied and Physical Chemistry. John van Voorst. Londres, 1877. (Col·lecció d'articles editats pel mateix Frankland)

- Edward Frankland. Water Analysis for Sanitary Purposes. Londres, 1890.